# Grauingen
Grauingen este o comună din landul Saxonia-Anhalt, Germania.